# Hermann Güntert

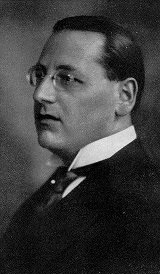

Hermann Güntert, född 5 november 1886, död 23 april 1948, var en tysk språkforskare.
Güntert blev professor i Rostock 1921 och i Heidelberg 1926. Han utgav ett flertal språkvetenskapliga skrifter som Reimwortbildungen im Arischen und Griechischen (1914), Indogermaische Ablautprobleme (1916) och Grundfragen der Sprachwissenschaft (1925) samt utövade ett rikt författskap där försökte lösa religionshistoriska problem på lingvistisk grundval. Bland hans arbeten inom detta område märks Kalypso (1919), Die Sprache der Geister und Götter (1921) och Der arische Weltkönig und Heliand (1923).